# Dendropsophus xapuriensis
Dendropsophus xapuriensis és una espècie de granota que viu al Brasil i, possiblement també, a Bolívia i el Perú.